# Tamaroa
Tamaroa és una població dels Estats Units a l'estat d'Illinois. Segons el cens del 2000 tenia 740 habitants.

## Demografia
Segons el cens del 2000, Tamaroa tenia 740 habitants, 300 habitatges, i 201 famílies. La densitat de població era de 291,5 habitants/km².
Dels 300 habitatges en un 29% hi vivien nens de menys de 18 anys, en un 50,7% hi vivien parelles casades, en un 10% dones solteres, i en un 32,7% no eren unitats familiars. En el 27% dels habitatges hi vivien persones soles el 14,3% de les quals corresponia a persones de 65 anys o més que vivien soles. El nombre mitjà de persones vivint en cada habitatge era de 2,47 i el nombre mitjà de persones que vivien en cada família era de 2,94.
Per edats la població es repartia de la següent manera: un 23,5% tenia menys de 18 anys, un 10,9% entre 18 i 24, un 28,8% entre 25 i 44, un 21,2% de 45 a 60 i un 15,5% 65 anys o més.
L'edat mediana era de 37 anys. Per cada 100 dones de 18 o més anys hi havia 93,8 homes.
La renda mediana per habitatge era de 25.682 $ i la renda mediana per família de 36.607 $. Els homes tenien una renda mediana de 31.111 $ mentre que les dones 16.944 $. La renda per capita de la població era de 14.573 $. Aproximadament el 13,4% de les famílies i el 17,3% de la població estaven per davall del llindar de pobresa.

## Poblacions més properes
El següent diagrama mostra les poblacions més properes.